# Чемпіонат Італії з футболу 1901
Чемпіонат Італії з футболу 1901 — четвертий сезон футбольного чемпіонату в Італії. В чемпіонаті взяли участь 5 команд. Матчі проходили з 14 квітня по 5 травня. Вперше чемпіоном став Мілан.
| Чемпіонат Італії з футболу 1901 |
| ------------------------------- |
| «Мілан» 1-й титул               |

## Учасники

### Чинний чемпіон
- Дженоа

### Претенденти

#### П'ємонт
- Гіннастіка
- Ювентус

#### Ломбардія
- Мілан
- Медіоланум

## Турнір

### П'ємонт
| 14.04.1901 |

| Ювентус       | 5-0      | Гіннастіка |
| ------------- | -------- | ---------- |
| Малвано Донна | Протокол |            |

| П'яцца д'Армі, Турин |

### Ломбардія
| 15.04.1901 |

| Мілан     | 2-0 | Медіоланум |
| --------- | --- | ---------- |
| Девіс Льї |     |            |

| П'яцца Доріа, Мілан Арбітр: де Роте |

## Півфінал
| 28.04.1901 |

| Ювентус        | 2-3 | Мілан            |
| -------------- | --- | ---------------- |
| Донна Мальвано |     | Неджретті Кілпін |

| П'яцца д'Армі, Турин Арбітр: Назі |

## Фінал
| 05.05.1901 |

| Дженоа | 0-3 | Мілан            |
| ------ | --- | ---------------- |
|        |     | Кілпін Неджретті |

| Понте Каррега, Генуя Арбітр: Етторе Ґільйоне |